# Cabo Frio
Cabo Frio város Brazíliában, Rio de Janeiro államban. Lakosainak száma 222 161 fő (2022). Cabo Frio Armação dos Búzios és Casimiro de Abreu községekkel határos.

## Népesség
A település népességének változása:
| Lakosok száma | 126 828 | 186 227 | 230 378 | 234 077 | 222 161 |
|               | 2000    | 2010    | 2020    | 2021    | 2022    |